# Hohnstorf
Hohnstorf er en kommune i den nordlige centrale del af Landkreis Lüneburg i den tyske delstat Niedersachsen, og er en del af Samtgemeinde Scharnebeck.

## Geografi
Hohnstorf ligger på Lüneburger Heide lige vest for biosfærereservatet Niedersächsische Elbtalaue over byen Lauenburg mod nord, på den anden side af Elben.

### Inddeling
I kommunen ligger landsbyerne:
- Hohnstorf
- Sassendorf
- Bullendorf